# غريس (مغنية)
غريس (بالإنجليزية: Grace)‏ هي مغنية وكاتبة غنائية أسترالية، ولدت في 8 أبريل 1997 في بريزبان في أستراليا.

## وصلات خارجية
- الموقع الرسمي
- غريس على موقع ميوزك برينز (الإنجليزية)
- غريس على موقع أول ميوزيك (الإنجليزية)
- غريس على موقع أول ميوزيك (الإنجليزية)
- غريس على موقع ديسكوغز (الإنجليزية)
- غريس على موقع ديسكوغز (الإنجليزية)